# Leptopyrgota accolens
Leptopyrgota accolens är en tvåvingeart som beskrevs av Georges Bernardi 1992. Leptopyrgota accolens ingår i släktet Leptopyrgota och familjen Pyrgotidae. Inga underarter finns listade i Catalogue of Life.